# نيكولا ساندبرغ
نيكولا ساندبرغ (بالسويدية: Nicolas Sandberg)‏ (24 ديسمبر 1991 بالسويد - ) هو لاعب كرة قدم سويدي في مركز الهجوم. شارك مع منتخب السويد تحت 19 سنة لكرة القدم. أما مع النوادي، فقد لعب مع نادي أورغريته ونادي فينديياسيل ‏ وQviding FIF ‏ وفيستزيلند ‏ وUtsiktens BK ‏.

## وصلات خارجية
- نيكولا ساندبرغ على موقع اتحاد السويد (السويدية)
- نيكولا ساندبرغ على موقع قاعدة بيانات كرة القدم.إي يو (الإنجليزية)
- نيكولا ساندبرغ على موقع Soccerway.com (الإنجليزية)